# Động Am Tiên

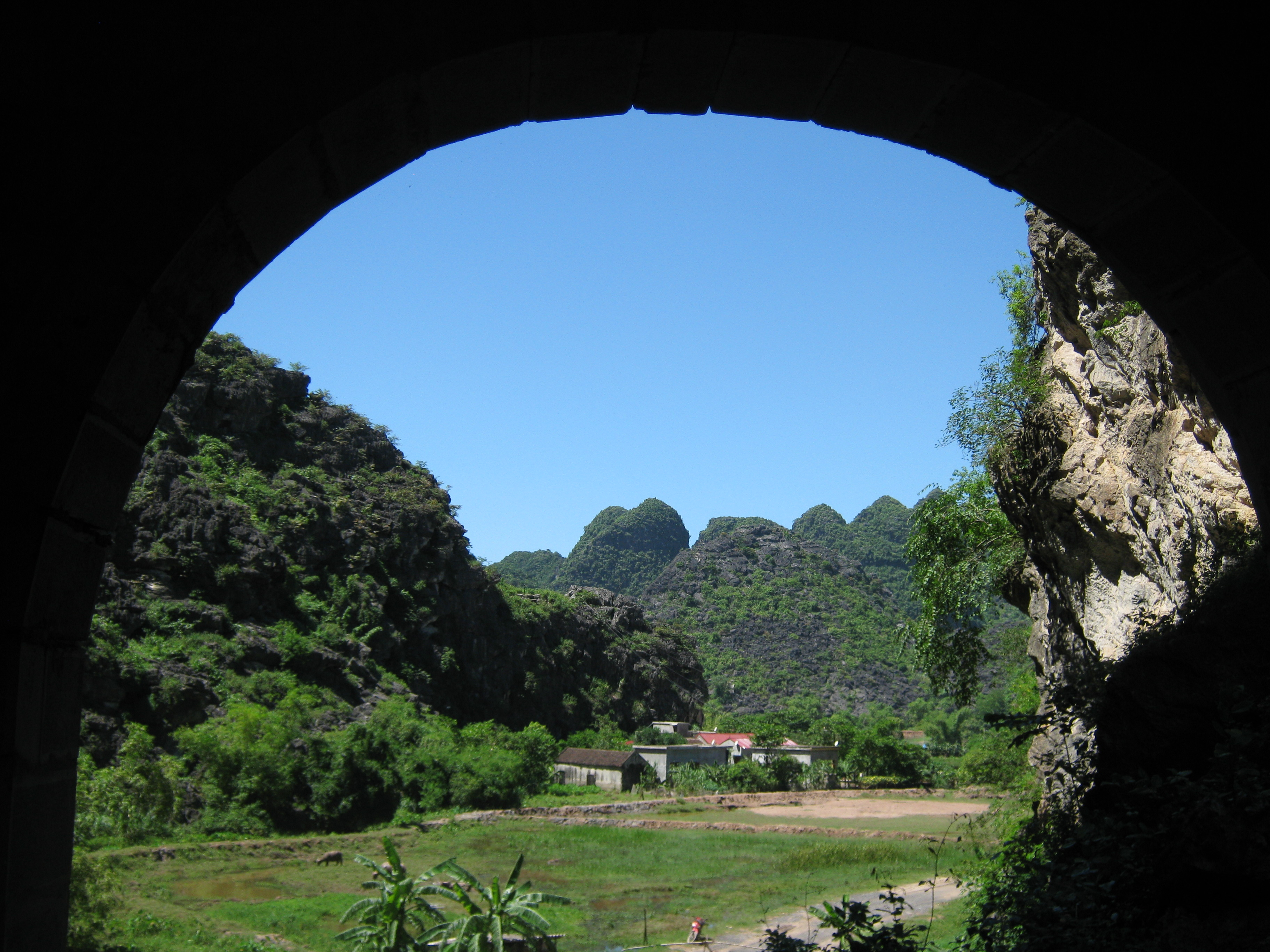
Từ cổng vào nhìn ra

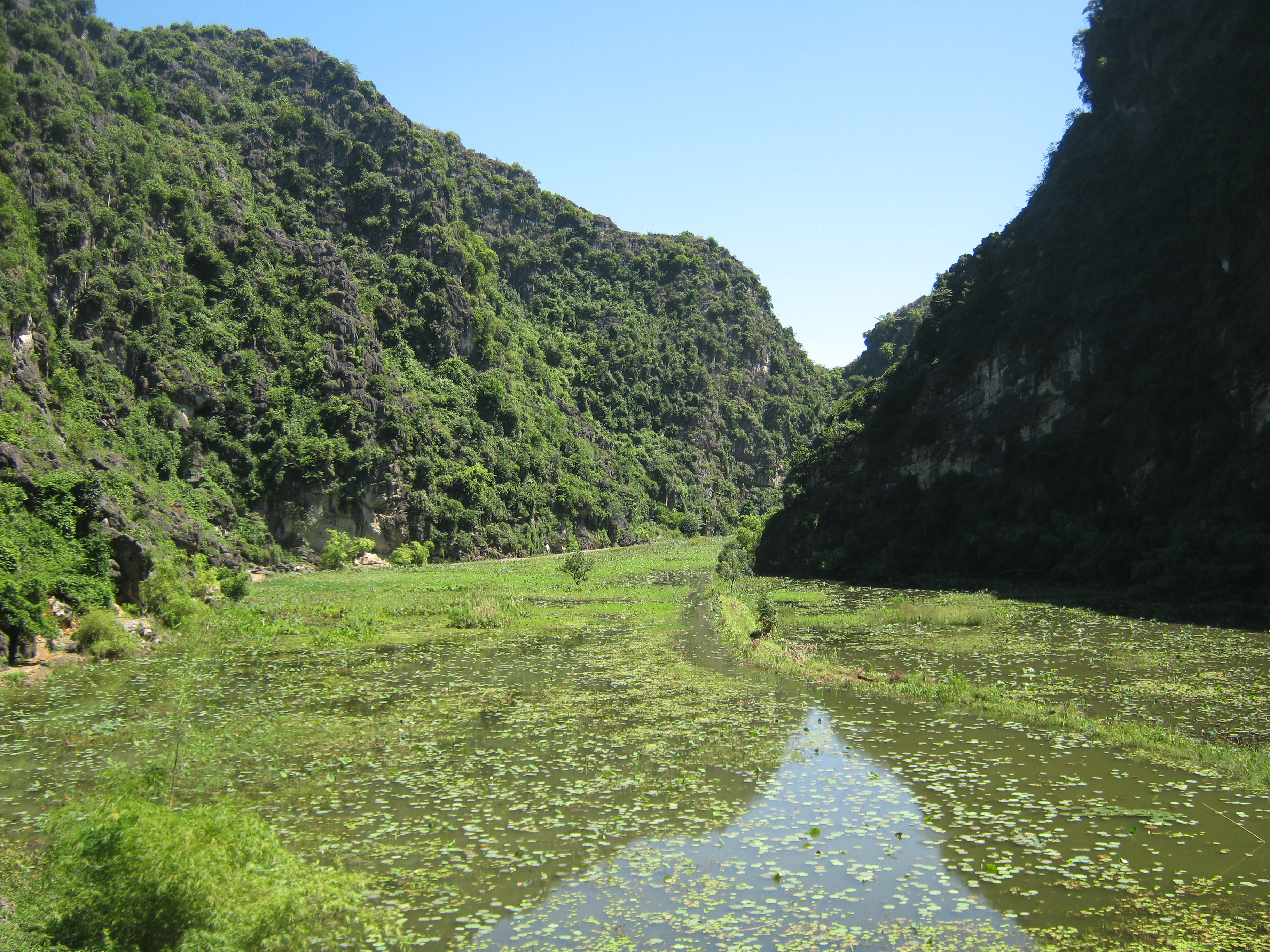
Ao giải trong động

Động Am Tiên là một danh lam thuộc quần thể di tích quốc gia đặc biệt cố đô Hoa Lư,
phường Tây Hoa Lư, tỉnh Ninh Bình, Việt Nam.
Động nằm cách cửa Đông - đền Vua Đinh Tiên Hoàng 20°17′08″B 105°54′12″Đ / 20,285556°B 105,903333°Đ khoảng 400m theo hướng đi Tràng An. Vị trí của động Am Tiên khi xưa tiếp giáp với thành Đông của kinh đô Hoa Lư.
Phần lớn khu vực động Am Tiên là một thung lũng ngập nước được bao bọc bởi những vách núi đá. Để vào được động, sau khi qua cổng lại đi xuống một lối đi bên phía tay trái, cạnh hồ nước trong veo với rong, hoa sen, hoa súng, cá rô Tổng Trường mà người dân tưởng niệm nơi đây từng là ao nuôi cá sấu thời xưa để xử người có tội. Trước đây, động Am Tiên ở lưng chừng núi, phải leo qua 205 bậc đá qua vách núi nhưng hiện nay đã có đường hầm xuyên núi vào động. Động có hình giống như miệng con rồng nên còn được gọi là hang rồng. Nhiều nhũ đá có hình cây thóc, cây tiền, trái phật thủ, nụ hoa sen rủ xuống cùng những giọt nước. Động Am Tiên được mệnh danh là "Tuyệt tịnh cốc" và là một điểm du lịch thuộc quần thể di sản thế giới Tràng An.

## Lịch sử hình thành
Động Am Tiên dưới thời nhà Đinh vốn là nơi nhốt hổ để xử người có tội. Sau khi lên ngôi, Đinh Tiên Hoàng giao cho võ sư Trương Ma Ni và con trai vị quan này là phò mã Trương Quán Sơn phụ trách khu vực thung lũng lền kề thành Hoa Lư. Cha con vị quan tăng lục họ Trương đã cải tạo nơi hiểm trở này thành một pháp trường xử án để giúp vua trị nước. Chùa động Am Tiên như một thế giới riêng biệt. Có một tấm bia cổ, từ thời Lý, chữ đã mờ hết đọc không được. Nhưng tấm bia dựng thời Vua Đồng Khánh, chữ viết còn rõ ràng, nói về việc tu sửa chùa và động. Động Am Tiên nằm trên lưng chừng núi, xưa là nơi vua Đinh nuôi nhốt hổ báo để trừng trị những kẻ có tội, còn ngay dưới chân núi Đìa là Ao Giải, nơi vua nuôi cá sấu để ném những kẻ có tội xuống ao cho cá ăn thịt. Đây cũng là nơi vua Lê Đại Hành nhốt các tù binh Quách Quân Biện, Triệu Phụng Huân của nhà Tống xâm lược Đại Cồ Việt năm 981, đến năm 986 mới trả cho sứ giả Lý Giác. Ngoài ra trong khu vực còn có hang Muối, hang Tiền... là nơi vua cất giữ lương thực, ngân khố quốc gia thời Đinh Lê.
Những năm cuối cuộc đời, thái hậu Dương Vân Nga cũng xuất gia tu hành ở chùa Am Tiên với pháp danh là Bảo quang Hoàng thái hậu. Một bài thơ truyền khẩu khắc được trên tường chùa đã tóm tắt phần nào cuộc đời và sự nghiệp của Hoàng Hậu Dương Vân Nga:
Hai vai gồng gánh hai Vua
Hai triều hoàng hậu, tu Chùa Am Tiên
Theo chồng đánh Tống bình Chiêm
Có công với nước, vô duyên với đời.
Đến thời Lý, thiền sư Nguyễn Minh Không đã ở trong hang tụng kinh thuyết pháp, xây thêm các bệ thờ Phật ở trong hang, người đời sau tiếp tục mở rộng cảnh chùa chiền để khách thập phương hành hương đến đó.
Hiện tại, hang chính của động Am Tiên vừa là một chùa đá thờ phật và thiền sư Nguyễn Minh Không, vừa là một đền thờ các vị danh nhân thời Đinh như 2 cha con đại thần Trương Ma Ni, phò mã Trương Quán Sơn, công chúa phù Dung cùng thái hậu Dương Vân Nga.

## Tuyệt Tịnh Cốc
Khu du lịch động Am Tiên gắn liến với giai thoại tình yêu của chàng phò mã Trương Quán Sơn và công chúa Đinh Phù Dung từ năm 2011 đã nhanh chóng trở thành điểm đến hấp dẫn được giới trẻ gọi là Tuyệt tịnh cốc.
Khu vực động Am Tiên đã được tu tạo, khôi phục lại di tích như ở vị trí cũ, đồng thời xây dựng một khu chùa mới nằm trên đường vào động chùa cổ. Khu chùa này nằm đối diện với núi Mã Yên qua sông Sào Khê và có đường đi tắt để vào khu động Am Tiên cổ. Chùa Am Tiên mới ngoài thờ phật còn thờ các danh nhân của kinh đô Hoa Lư như Dương Vân Nga, Lý Quốc Sư vả 2 cha con quan tăng lục Trương Ma Ni, Trương Ma Sơn.
Ngoài ra, ở Tuyệt tịnh cốc còn có các hầm xuyên núi, hồ nước, khu cây xanh, các dãy núi bảo tồn, các công trình phụ trợ như bãi đỗ xe, khu đón tiếp của cố đô Hoa Lư được xây dựng.

## Hình ảnh

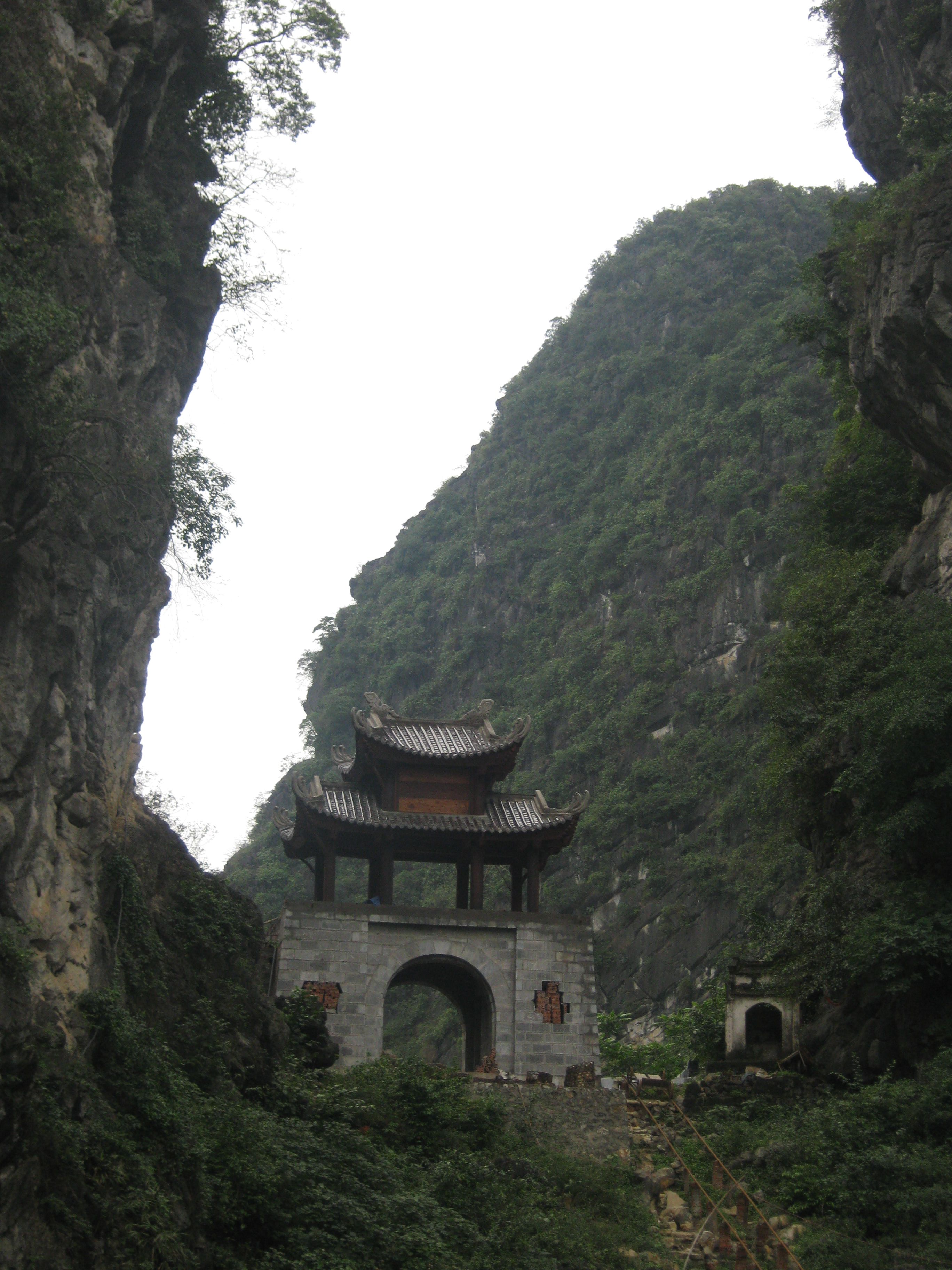
Cửa động khi xây dựng
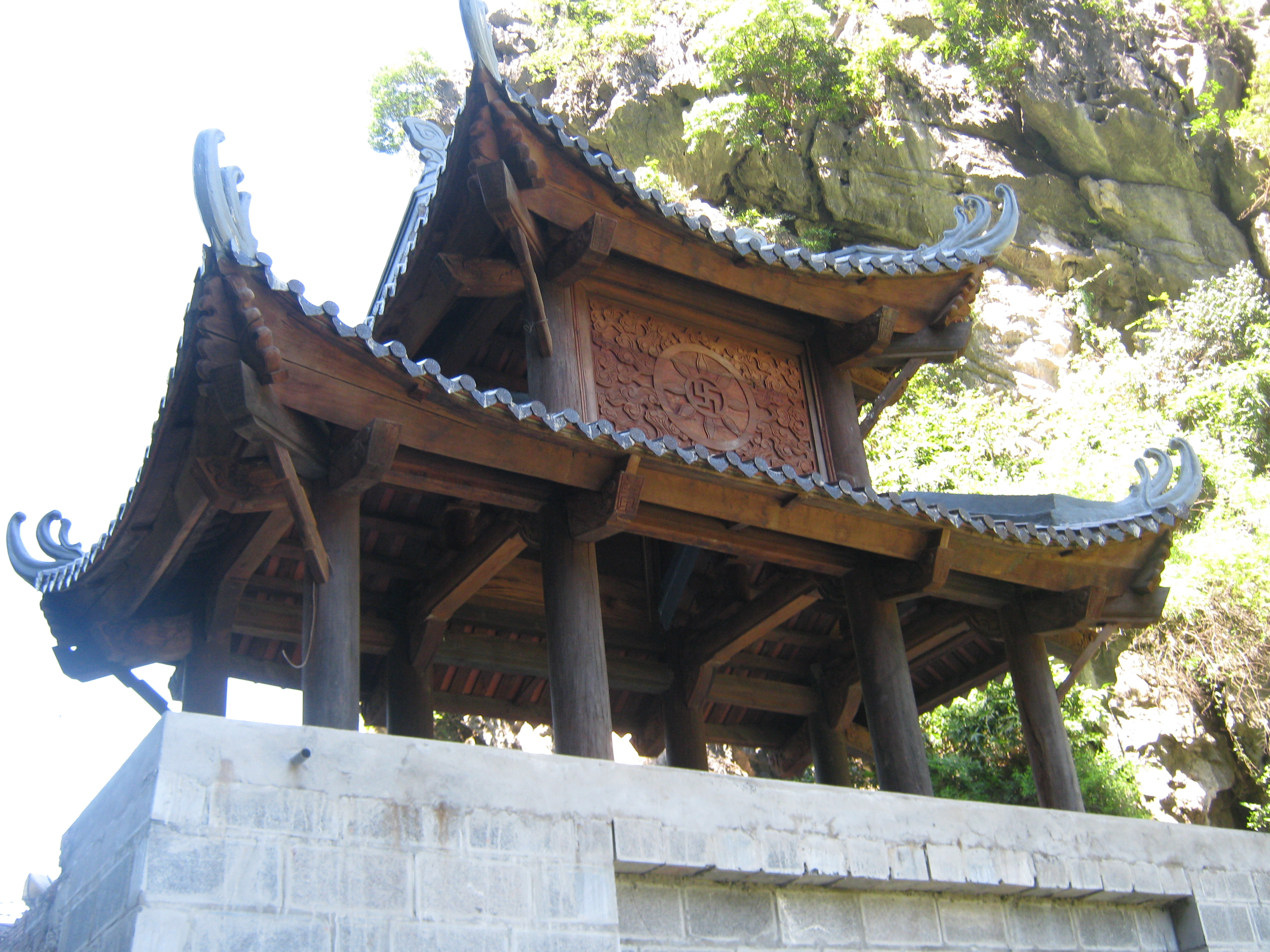
Cổng vào
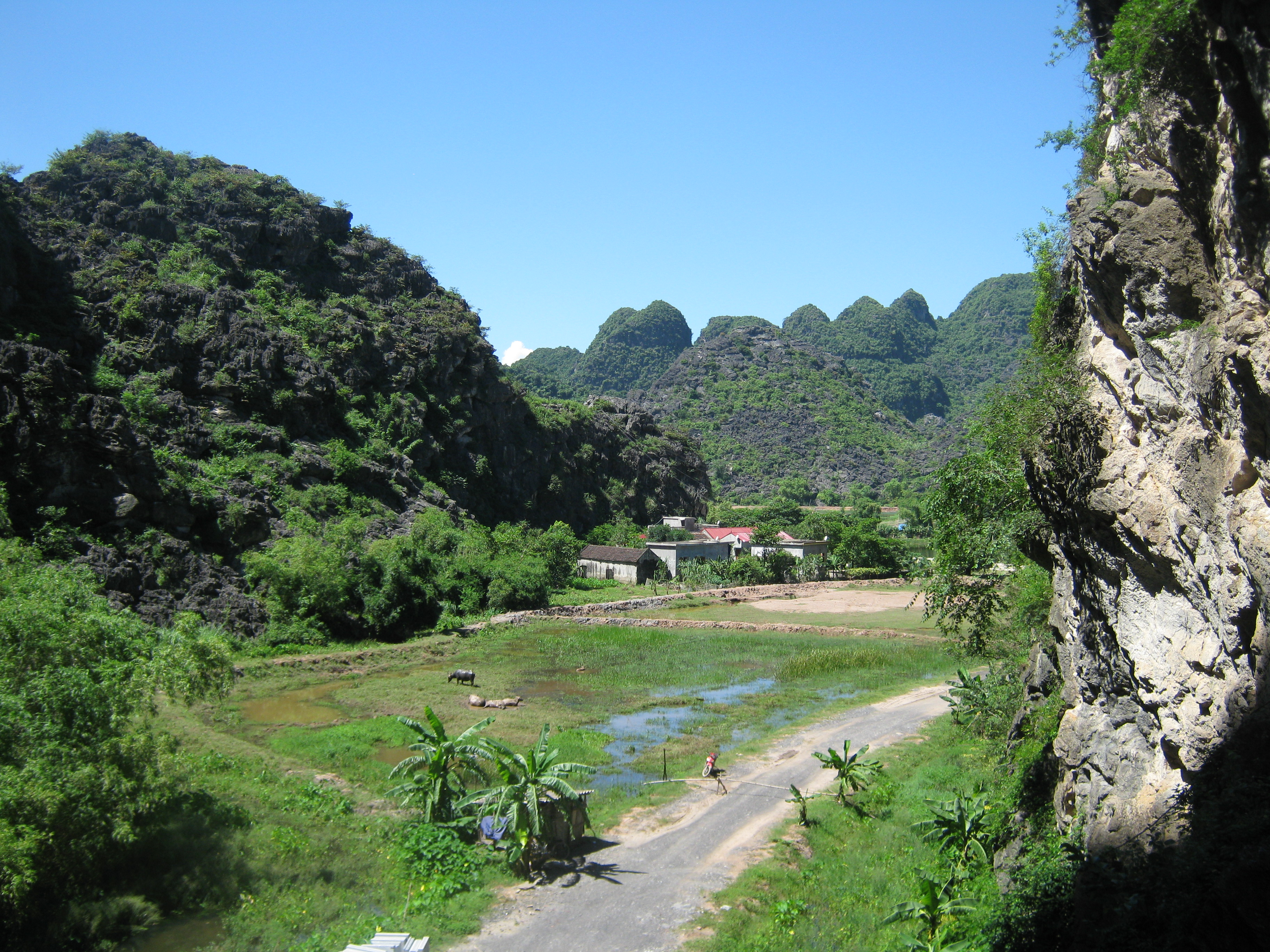
Bên ngoài động

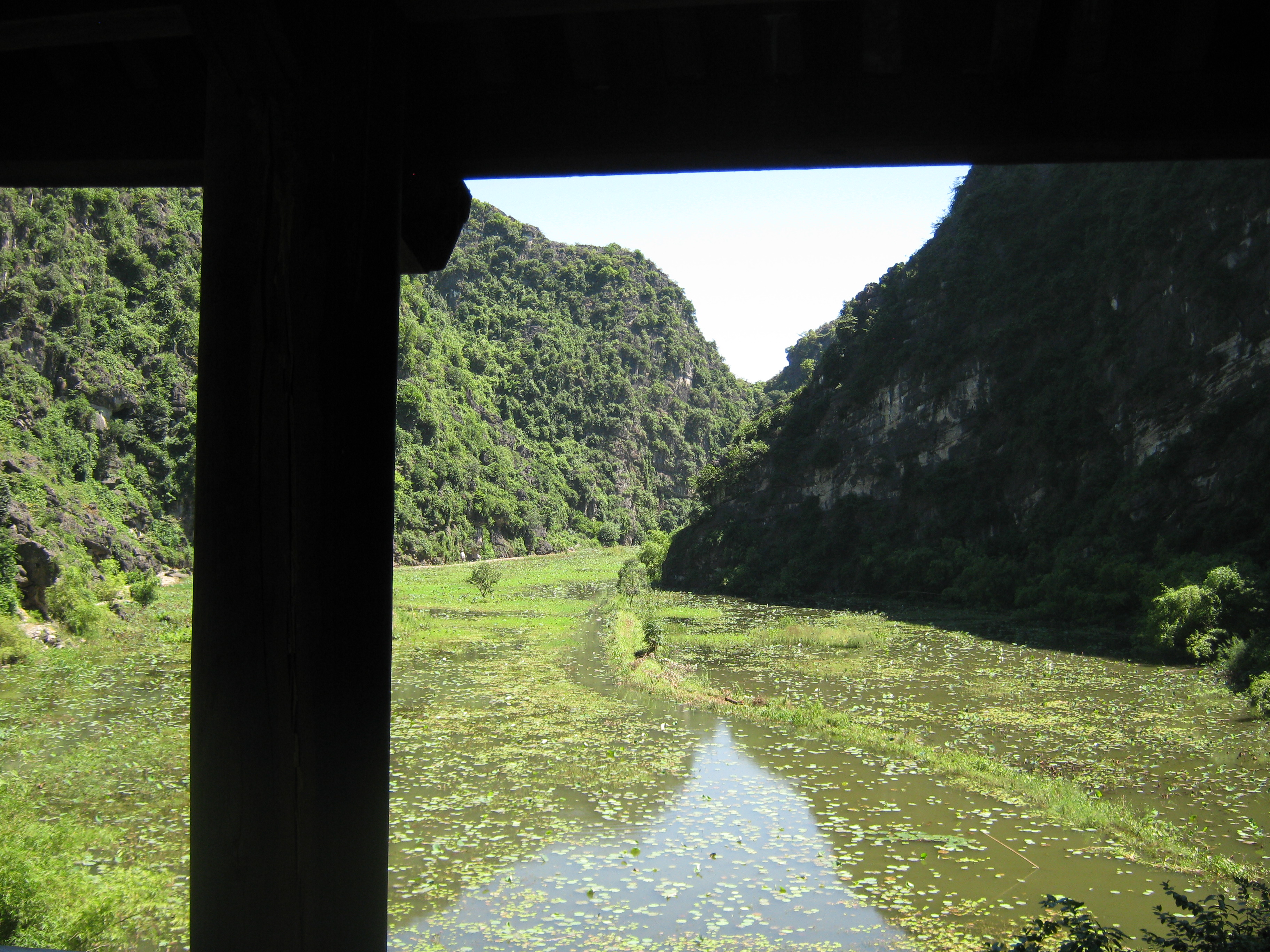
Ao nuôi giải
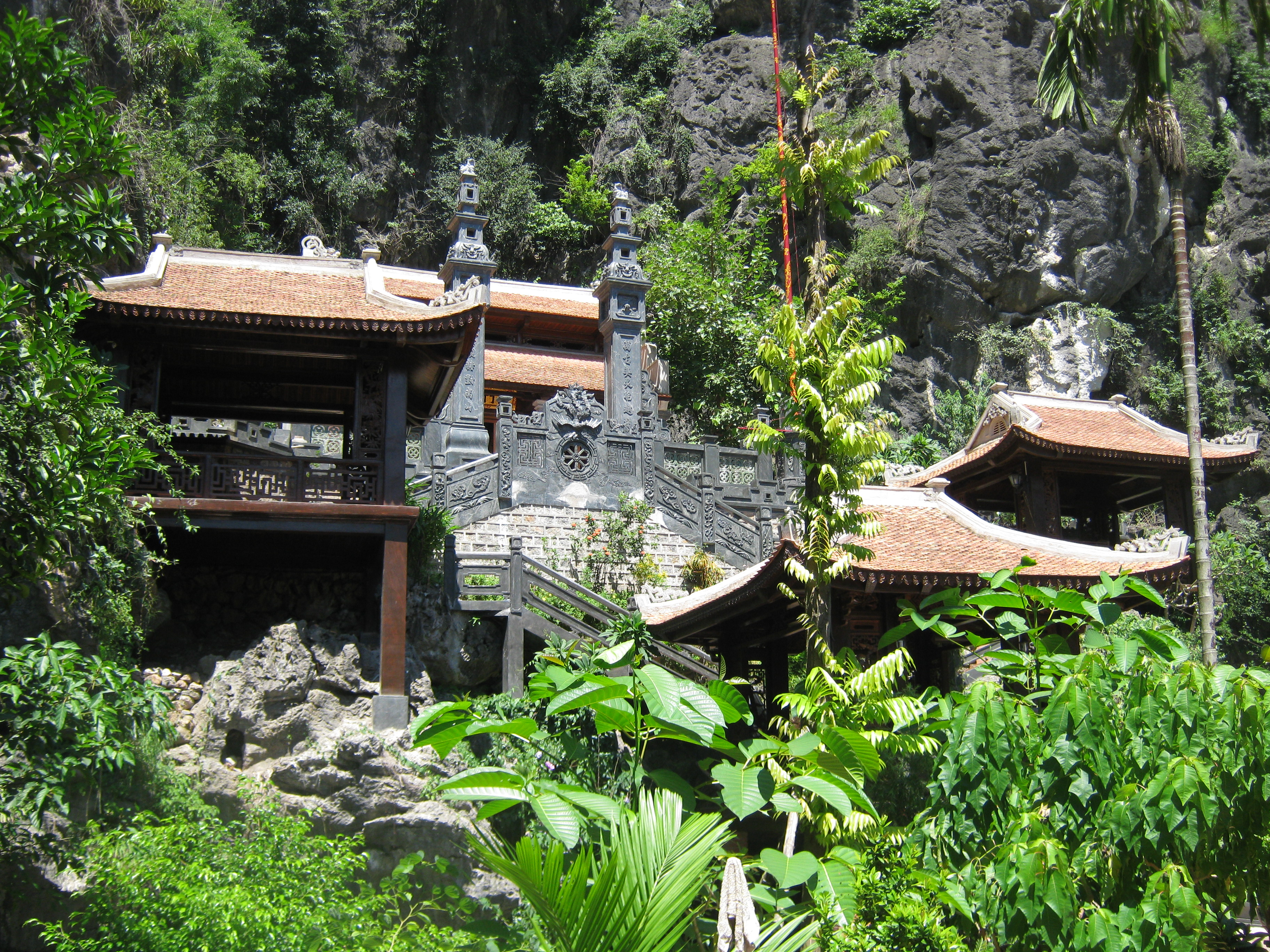
Đền thờ, chùa
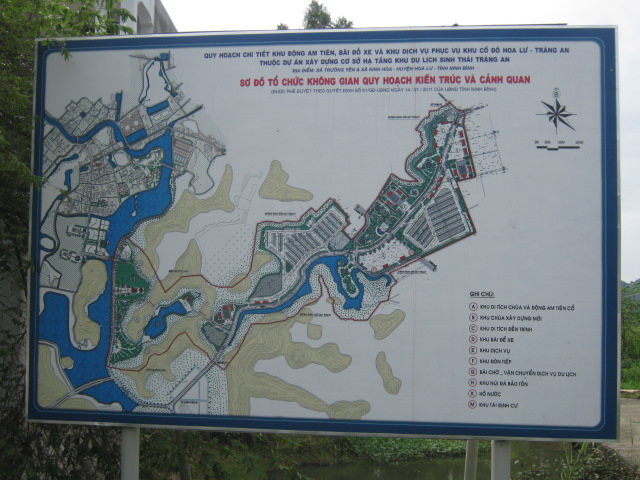
Quy hoạch xây dựng động mới khu di tích chùa động Am Tiên